# Amblyopone aberrans
Amblyopone aberrans är en myrart som beskrevs av Wheeler 1927. Amblyopone aberrans ingår i släktet Amblyopone och familjen myror. Inga underarter finns listade i Catalogue of Life.

## Bildgalleri

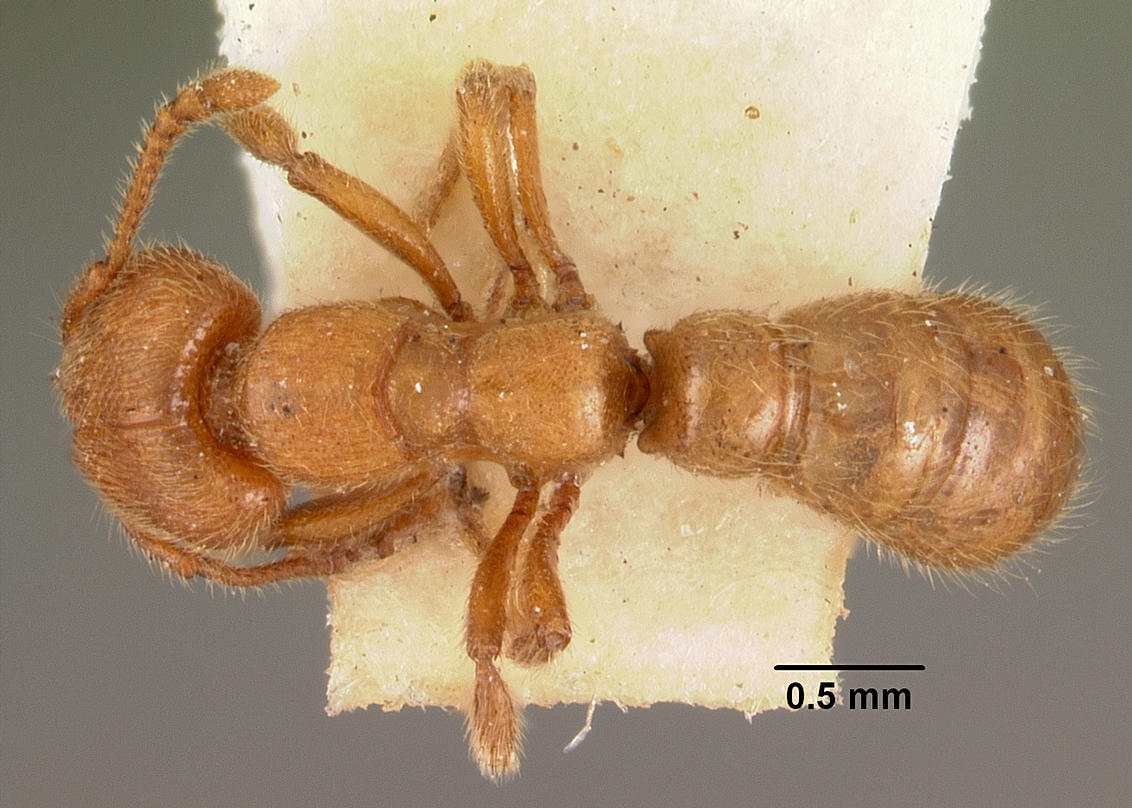
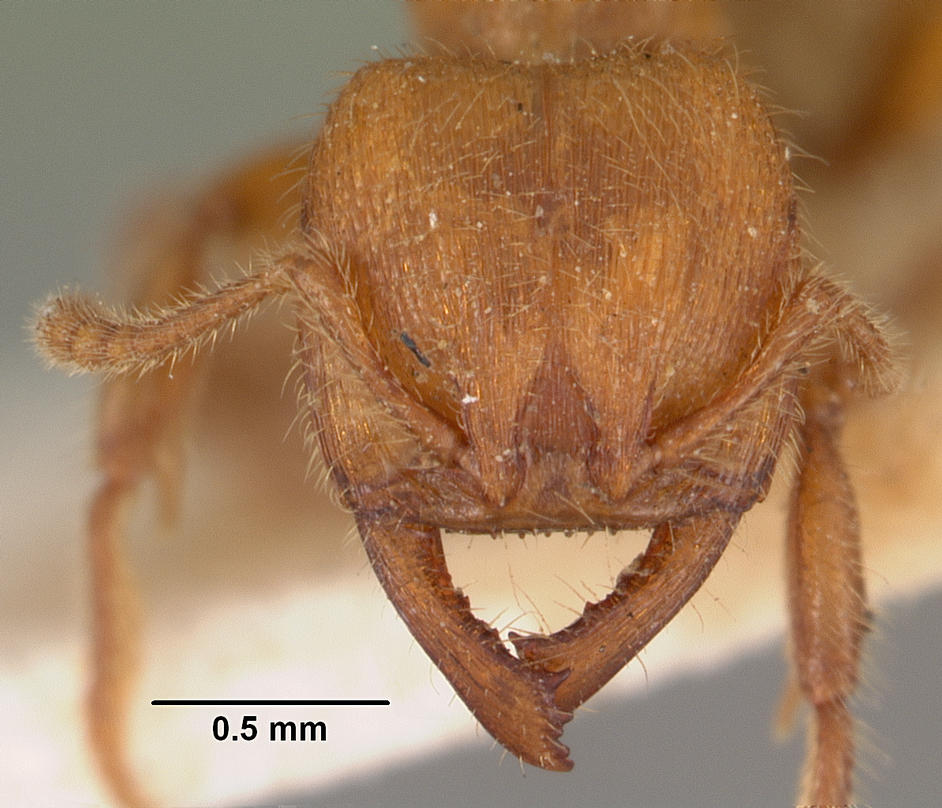
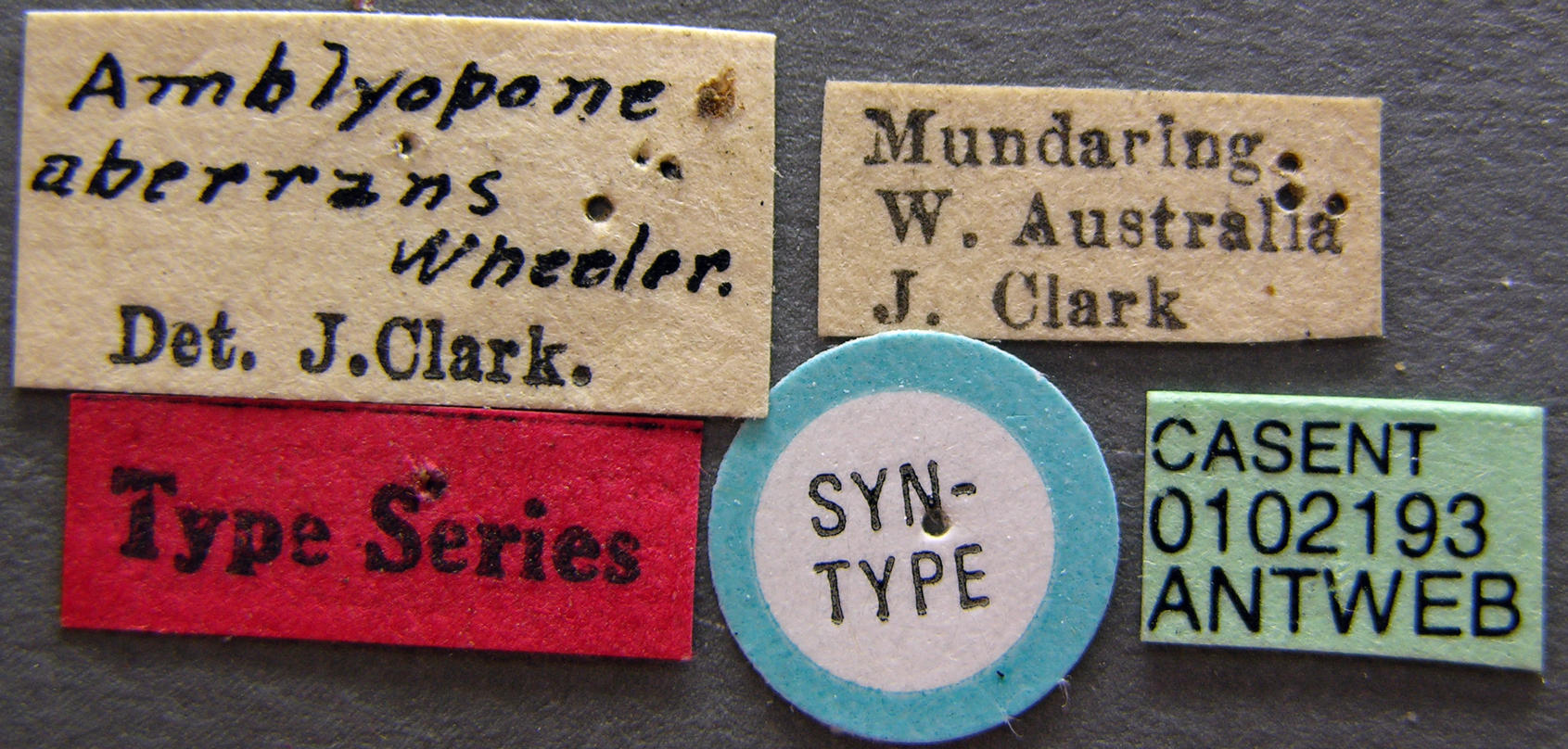
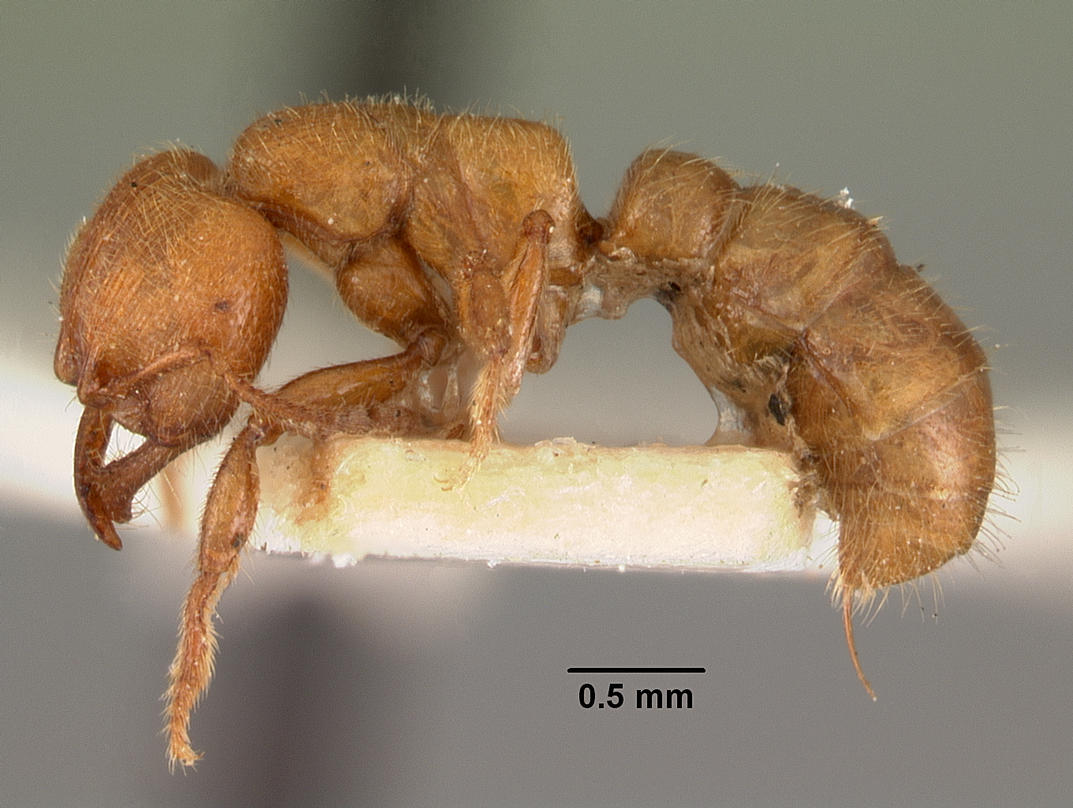
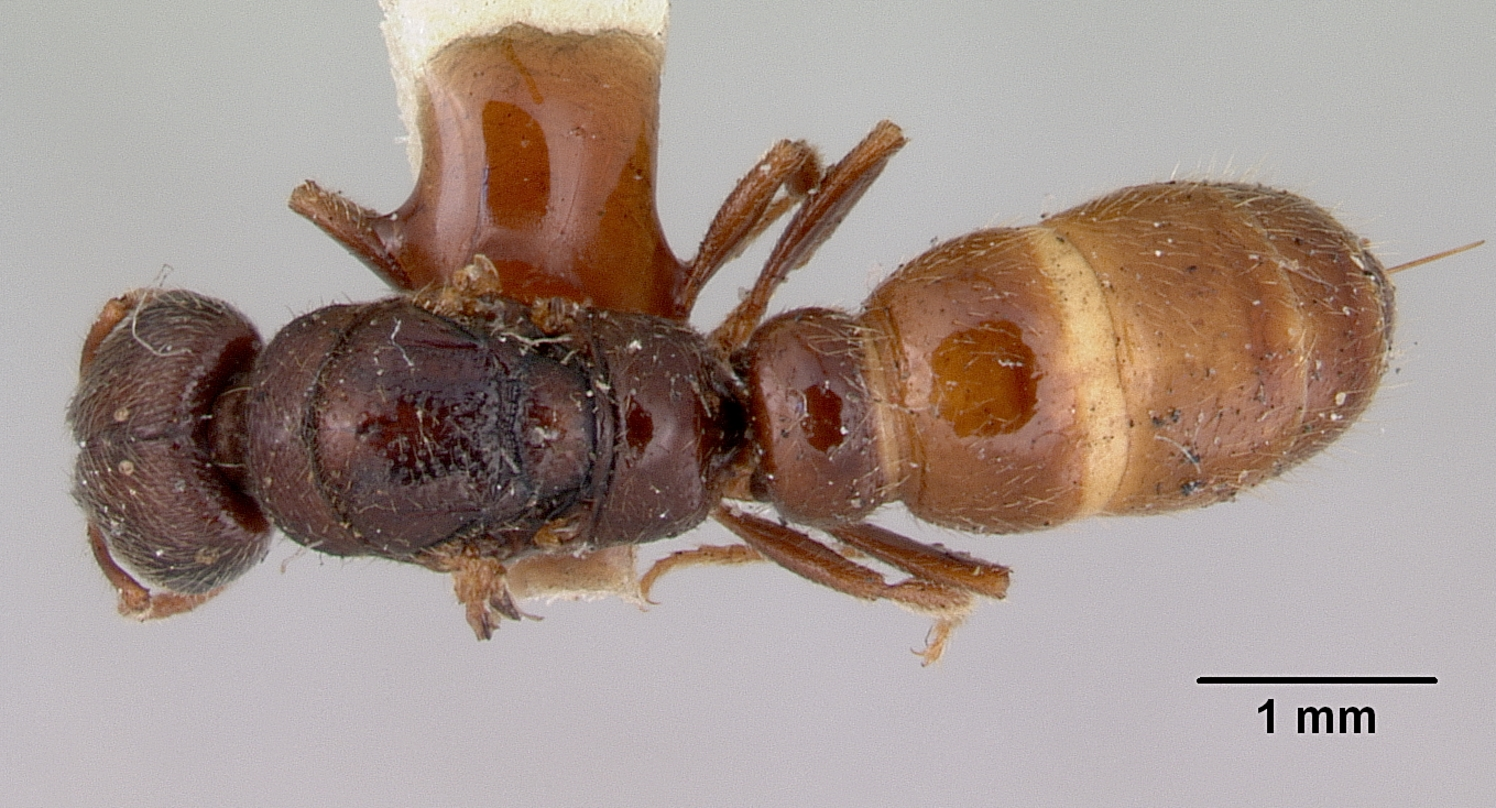
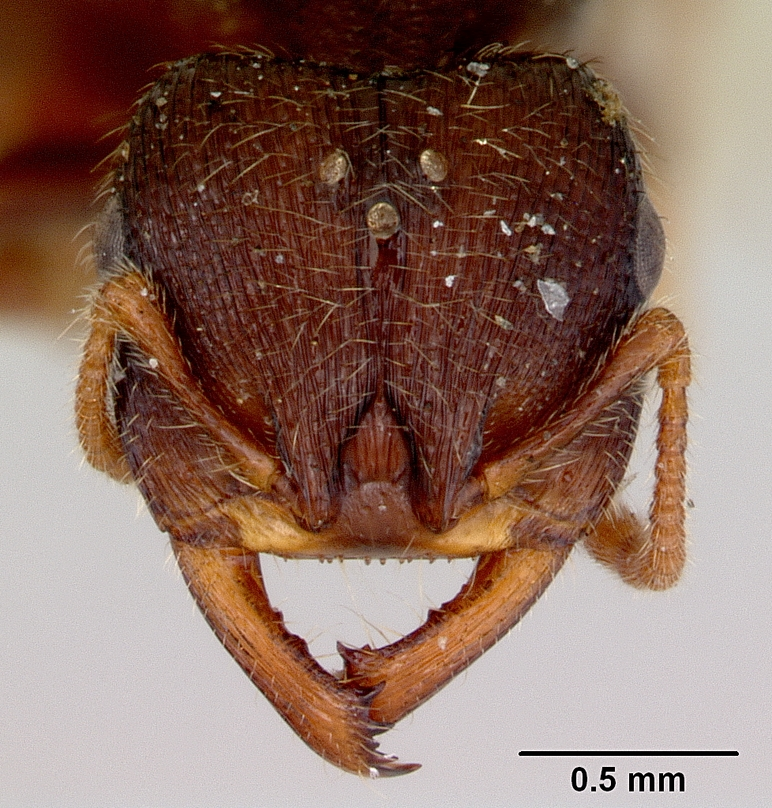